# Dorfkirche Bliesdorf

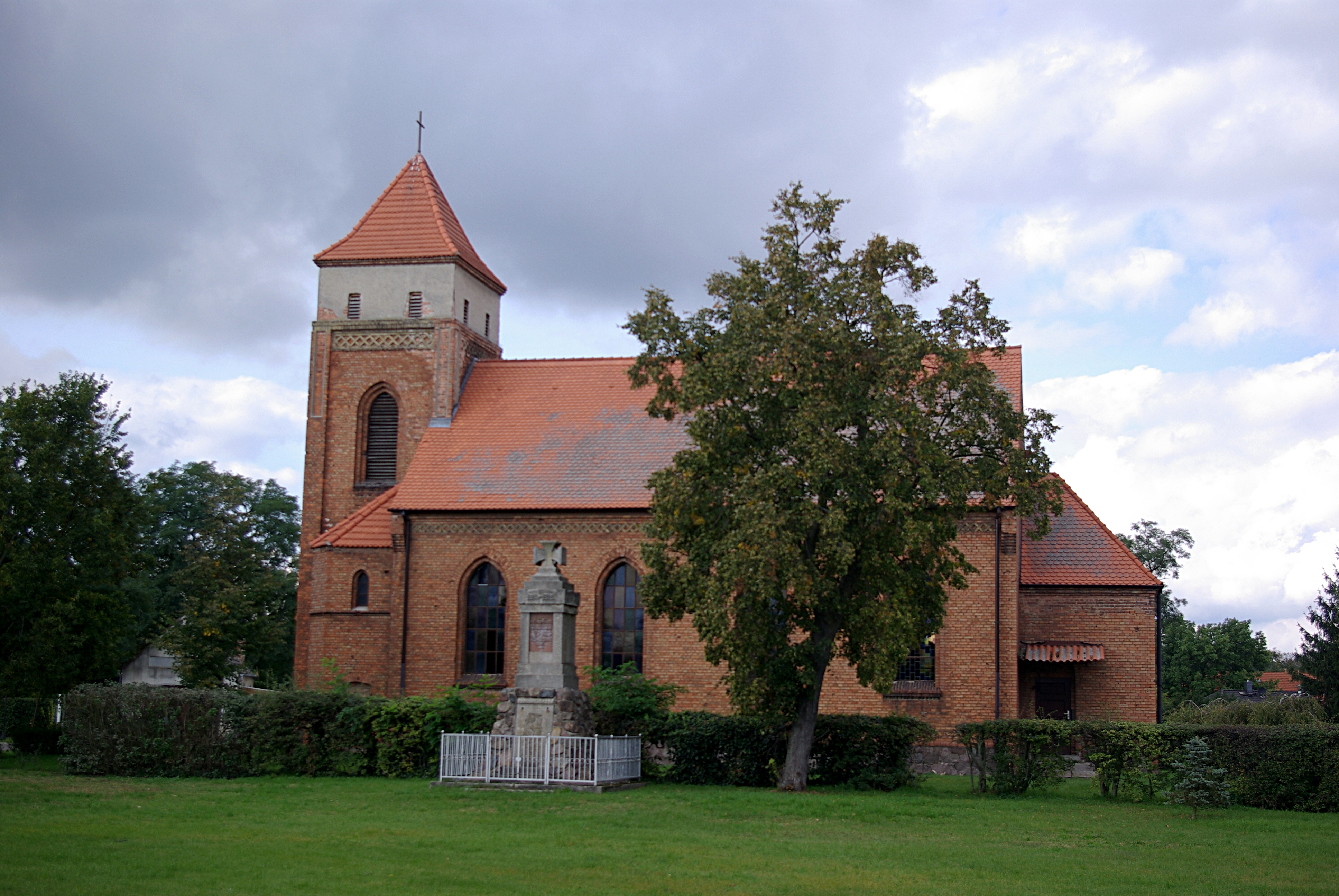
Kirche mit Gefallenendenkmal 1914/1918

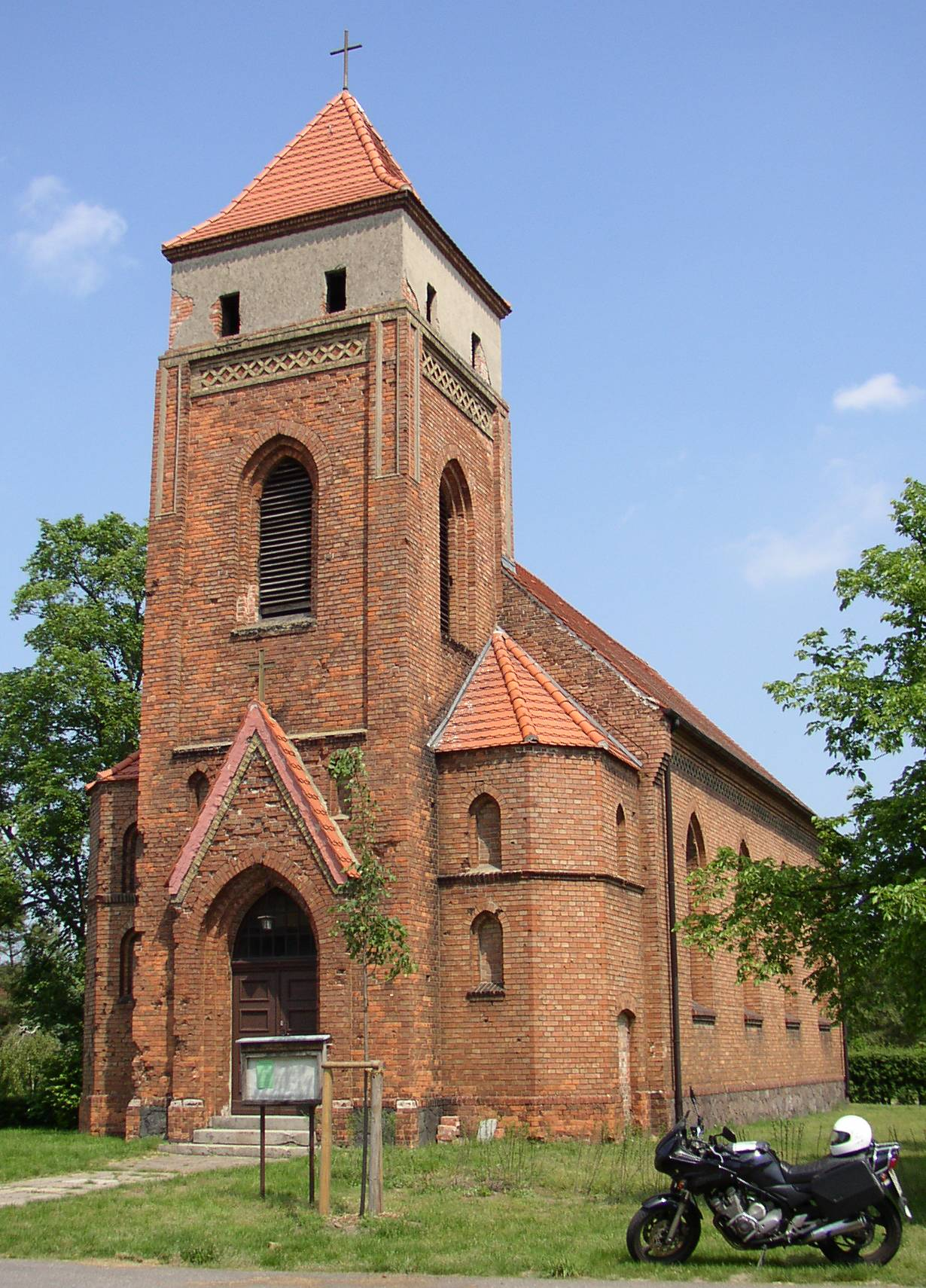
Kirche mit Turm und Portal

Die Dorfkirche Bliesdorf ist eine neugotische Backsteinkirche in Bliesdorf im Landkreis Märkisch-Oderland in Brandenburg. Sie ist aufgrund des Denkmalschutzgesetzes des Landes Brandenburg ein Kulturdenkmal. Sie gehört zum Kirchenkreis Oderland-Spree der Evangelischen Kirche Berlin-Brandenburg-schlesische Oberlausitz.

## Lage und Geschichte
Die Kirche steht auf dem kreisförmigen Dorfplatz und ist von Hecken und Rasen umgeben. An ihrer Südseite befindet sich ein Denkmal für die Gefallenen des Ersten Weltkrieges.
An der Stelle der heutigen Kirche befanden sich zwei Vorgängerbauten. Die erste Kirche aus dem Mittelalter ist wahrscheinlich im Dreißigjährigen Krieg zerstört worden. Im Jahre 1701 wurde eine Fachwerkkirche erbaut, sie wurde allerdings vor dem Bau der jetzigen Kirche wegen Baufälligkeit abgerissen. Die jetzige Kirche wurde 1881 bis 1882 erbaut, die Einweihung fand am 6. November 1882 statt. Während des Zweiten Weltkrieges wurde die Kirche beschädigt, an ihrer Westseite sind noch Einschussspuren zu sehen. Das Dach und die Ausstattung wurden erneuert. Im Jahr 1951 erhielt der Turm seine heutige Form.

## Die Kirche
Die Kirche ist ein Saalbau aus unverputzten Ziegeln, sie hat ein Satteldach. An ihrer Ostseite befindet sich in einem Anbau die Sakristei. Der Turm steht im Westen, hat einen quadratischen Grundriss und ein leicht eingeknicktes Pyramidendach. Das Hauptportal befindet sich im Turmvorbau.
Das Innere stammt fast ausschließlich aus der Zeit nach 1945 und ist schlicht gehalten. An Stelle der zerstörten Orgel steht die Inschrift: „Eine feste Burg ist unser Gott“. Der Kanzelaltar wurde 1698 von Samuel Liebenwald erstellt und stand vorher in der Kirche St. Georg in Bad Freienwalde. Der Kanzelaltar ist aus Holz geschnitzt, in der Mitte befindet sich der polygonale Korb, flankiert von gedrehten Säulen und Akanthuswangen. Auf dem Schalldeckel befinden sich der auferstandene Christus und zwei Engel.